# Jill Black, Lady Black of Derwent

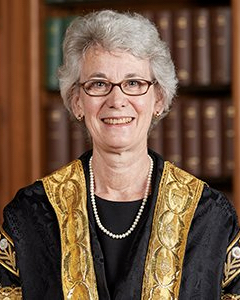
Jill Black, Lady Black of Derwent, ca. 2017

Jill Margaret Black, Lady Black of Derwent, DBE, PC (geborene Currie; * 1. Juni 1954) ist eine britische Juristin und ehemalige Richterin am Obersten Gerichtshof des Vereinigten Königreichs.

## Privatleben und Ausbildung
Sie ist die Tochter des Arztes James Irvine Currie und der Ärztin Margaret Yvonne Currie.
Sie besuchte das Penrhos College und studierte Jura an der University of Durham.
1978 heiratete sie David Charles Black, aus der Ehe gingen ein Sohn und eine Tochter hervor. Nach ihrer Scheidung 2013 heiratete sie  Richard McCombe, einen Kollegen am Court of Appeal.

## Karriere
Ihre Anwaltszulassung erhielt sie 1976 am Inner Temple. Sie spezialisierte sich auf Familienrecht. 1994 wurde sie Queen’s Counsel und 1999 Recorder.
Mit ihrer Berufung an den High Court am 1. Oktober 1999 wurde sie wie üblich auch zur Dame Commander of the Order of the British Empire ernannt. Am High Court war sie in der Family Division tätig. Am 15. Juni 2010 wurde Black zur Richterin am Court of Appeal ernannt und zum Privy Council berufen.
Vom 2. Oktober 2017 bis 10. Januar 2021 diente sie als Richterin am Obersten Gerichtshof des Vereinigten Königreichs. Sie war damit nach Lady Hale die zweite Frau am Supreme Court.